# 劉半農
劉 半農（りゅう はんのう、1891年5月27日 - 1934年7月14日）は、中華民国の詩人・言語学者。もとの名は「寿彭」で、のちに「復」に改めた。字ははじめ「半儂」、のち「半農」と改めた。

## 経歴
1891年、江蘇省常州府江陰県殷家埭（現在の江蘇省蘇州市張家港市金港街道）に生まれる。15歳の時、常州府中学堂に合格し優秀な成績を修めて卒業した。1911年には母校の翰墨林小学校の校長の招きに応じて、教員となった。
1920年3月、ヨーロッパへ留学。当初はロンドン大学、その翌年にはパリ大学に留学し、カイモグラフを使った北京語声調の実験音声学的研究を行った。1925年には、フランス国家文学博士の学位を得た。帰国後は北京大学国語学部の教授となり、併せて中央研究院歴史言語研究所の研究員や北京輔仁大学教務長を兼任した。
1934年、方言調査中にシラミに咬まれたことが原因で回帰熱に罹患し、急死した。古くからの友人であった魯迅は追悼文を書いているが、留学後の劉復とは疎遠になっていたようだ。

## 業績

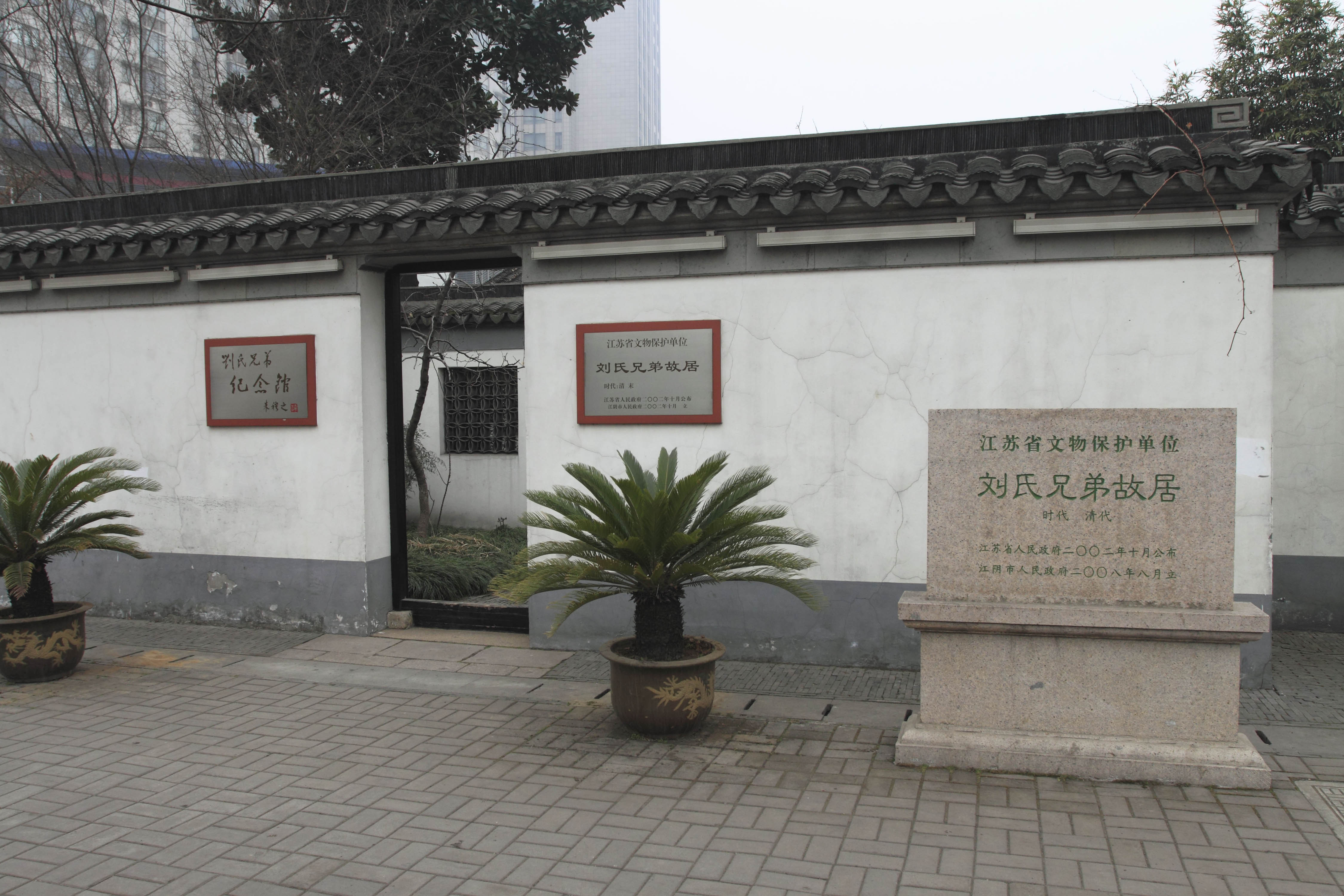
江陰市の劉兄弟の故居

中国の新文化運動の先駆者で詩人・言語学者として活躍した。著作には『半農雑文』・『半農談影』・『四声新譜』・『方言字典』・詩集『揚鞭集』などがあり、このうち「撮影美学」を論じた専門書『半農談影』は、中国においては初期の映画理論書の一つである。また小デュマの名作『椿姫』を中国語に翻訳したことでも知られている。
1925年の『四声実験録』は博士論文をまとめたものだが、中国の実験音声学の先駆的業績として名高い。同年北京大学に実験音声学のための研究室を作り、各地の方言の音声を研究した。1930年にはポール・パシーの『Petite phonétique comparée des principales langues européennes』を『比較語音学概要』の題で中国語に翻訳している。
音声学や方言学以外の方面では、文学革命後の1920年に『中国文法通論』を出版した。フランス留学中はペリオの収集した敦煌文献を調査し、1925年に『敦煌掇瑣』全3集として出版した。後に共著で『十韻彙編』を出版しているが（ただし出版されたのは没後の1936年）、これは敦煌のものを中心として切韻系韻書を集めたものである。文字関係の著作には『宋元以来俗字譜』(1930年)がある。ほかに国語ローマ字の制定にもかかわっている。

## 現代中国語への貢献
イギリス留学中、ホームシックにかかった劉半農は「教我如何不想她」という詩を書き、この詩に趙元任が曲をつけたところ大変流行った。現代中国で使われている第三人称の人称代名詞「她（彼女）」は劉半農がこの詩の中で作った言葉である。「彼女」を表す人称代名詞「她」が出来る前は、三人称を指す場合、常に「他（彼）」を使っており、性別の混乱がないように、劉半農は女性の人称代名詞「她」を作ったというわけである。こういった功績から、劉半農は中国現代言語史上、非常に重要な地位に位置付けられている。

## 家族・親族
- 弟：音楽家の劉天華・劉北茂